# 田中貴子 (国文学者)
田中 貴子（たなか たかこ、1960年11月18日 - ）は、日本の国文学者（中世文学）。『渓嵐拾葉集』の研究で、博士（日本文学）（神戸女子大学・論文博士・2002年）の学位を取得。甲南大学文学部日本語日本文学科教授。

## 経歴
京都市の医師の家に生まれる。同志社中学校・高等学校卒。1983年奈良女子大学文学部国語国文学科卒。1988年広島大学大学院文学研究科博士課程単位取得退学、同助手となる。大学院では稲賀敬二に師事。1990年池坊短期大学専任講師、1992年梅花女子大学専任講師、助教授、1998年京都精華大学助教授、2005年甲南大学文学部日本語日本文学科教授。
1989年「玉女の成立とその限界」で日本古典文学会賞受賞。1992年初の著書『<悪女>論』で話題になる。2002年、「『渓嵐拾葉集』の基礎的研究」で神戸女子大学から博士（日本文学）の学位を取得。2004年『あやかし考』でサントリー学芸賞受賞。

## 人物
専門分野は中世国文学、中でも14世紀の天台僧が書いた『渓嵐拾葉集』の研究である。
「女の目でテクストを見る」方法論 であらわした『<悪女>論』などにより、当初はフェミニズムの論客ともみられることもあったが、田中自身はフェミニズム批評を目的としたわけではなく、「テクストをちゃんと読んでいない」フェミニストや日本女性史研究などへの違和感から距離をおくようになる。世間の怪談・妖怪ブームにより鬼やあやかし等に関する俗説が玉石混淆で出版されている状況に対しては、国文学者としてきちんとテクストと各種原資料に立脚した著作を発表している。現在は高等学校における古文教育や、美術と文学に興味を移している。さらにここ数年は、近代と中世という問題に広げて論考を発表している。愛猫家であり、著書のあとがきには愛猫への感謝の言葉が書かれていることもある。

## 著作
- 『<悪女>論』（紀伊国屋書店、1992年）
  - 新版『悪女伝説の秘密』角川ソフィア文庫、2002年
- 『外法と愛法の中世』（砂子屋書房、1993年）、平凡社ライブラリー、2006年
- 『百鬼夜行の見える都市』（新曜社、1994年）、ちくま学芸文庫、2002年
- 『聖なる女－斎宮・女神・中将姫』（人文書院、1996年）
  - 新版『日本＜聖女＞論序説－斎宮・女神・中将姫』講談社学術文庫、2010年9月
- 『日本古典への招待』（ちくま新書、1996年）
- 『性愛の日本中世』（洋泉社、1997年）、ちくま学芸文庫、2004年
- 『日本ファザコン文学史』（紀伊国屋書店、1998年）
- 『室町お坊さん物語』（講談社現代新書、1999年）
- 『仏像が語る知られざるドラマ』（講談社+α新書、2000年）
- 『鈴の音が聞こえる-猫の古典文学誌』（淡交社、2001年）、講談社学術文庫、2014年10月
- 『「渓嵐拾葉集」の世界』（名古屋大学出版会、2003年）- 学位論文
- 『安倍晴明の一千年-「晴明現象」を読む』（講談社選書メチエ、2003年）、法蔵館文庫、2023年7月
- 『もてようがない男だまされやすい女 凡人でも非凡に生きられる知恵』（講談社+α新書、2003年）
- 『古典がもっと好きになる』（岩波ジュニア新書、2004年）
- 『あやかし考-不思議の中世へ』（平凡社、2004年）
- 『尼になった女たち』（大東出版社、2005年）
- 『鏡花と怪異』（平凡社、2006年）
- 『検定絶対不合格教科書古文』（朝日選書、2007年）
- 『セクシィ古文』（メディアファクトリー新書、2008年、田中圭一との共著、2010年）
- 『中世幻妖　近代人が憧れた時代』（幻戯書房、2010年）
- 『いちにち、古典　〈とき〉をめぐる日本文学誌』（岩波新書、2023年）
- 『好色五人女』（井原西鶴、光文社古典新訳文庫、2024年1月）、現代語訳